# Druga generacija računala
Druga generacija računala obuhvaća računala koja su se pojavila vremenu između 1959. i 1964. Ova je generacija računala kao osnovnu tvornu jedinicu za izradu koristila tranzistore.

## Pomaci i razvoj
Korištenje tranzistora kao osnovne temeljne jedinice umjesto elektronske cijevi smanjilo je fizičke dimenzije računala, potrošnju energije, količinu topline koje je zračilo i povećalo broj ciklusa koje je računalo moglo izvršiti. Isto tako povećana je pouzdanost stroja, jer su se tranzistori manje kvarili nego elektronske cijevi. 
U prosincu 1947. godine Walter Brattain, John Bardeen i William Shockley izumili su novi elektronički element tranzistor i za taj izum su 1956. godine dobili Nobelovu nagradu za fiziku.
Glavno načelo rada tranzistora temelji se na svojstvima poluvodiča, tipično silicija. Računala s tranzistorima imala su znatno manje dimenzije i u radu su bila pouzdanija. Razdoblje druge generacije računala trajalo je od 1959. do 1964. godine i u tom su vremenu razvijeni osnovni programski jezici koji olakšavaju uporabu računala i njihovu primjenu u poslovne svrhe.

## Računala
- Serija IBM 1400 i IBM 7070
- DEC PDP-1
- Honeywel H 400
- Burroughs B 200
- NCR 315 i NCR 500